# Convenzione termidoriana

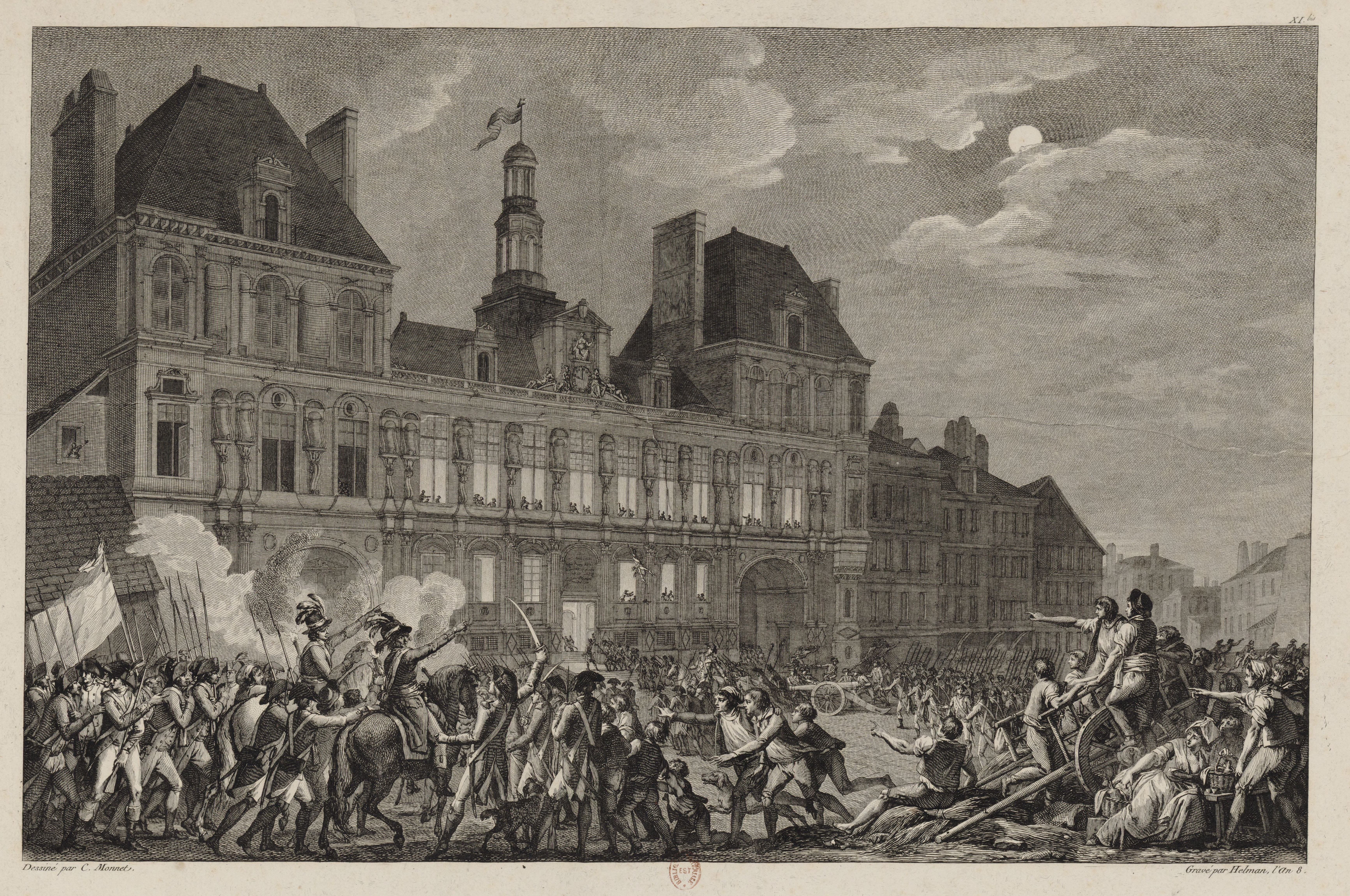
Le truppe della Convenzione guidate da Paul Barras assaltano l'Hôtel-de-Ville dove si era rifugiato Robespierre (notte tra il 9 e il 10 termidoro).

La Convenzione termidoriana è il nome dato al terzo periodo della storia della Convenzione nazionale che va dal 27 luglio 1794 (giorno del colpo di Stato del 9 termidoro o reazione termidoriana) al 26 ottobre 1795.

## Normalizzazione e ritorno al liberalismo del 1792
Dopo la morte di Maximilien de Robespierre e dei suoi fedelissimi il 28 luglio (10 termidoro) sulla ghigliottina, una lotta oppose, in seno alla Convenzione nazionale, i Montagnardi dell'anno III, ossia i giacobini rimasti, attorno a Bertrand Barère, Billaud-Varenne e Collot d'Herbois, sostenitori del mantenimento del governo rivoluzionario, del dirigismo economico, con la Legge del maximum e la fissazione del prezzo del grano, e del Regime del Terrore da una parte, e la maggior parte "reazionaria" e moderata dell'Assemblea, i cosiddetti Termidoriani, raggruppante i montagnardi dantonisti ed ex-hebertisti, integrati anch'essi nel Club dei Giacobini, attorno a Jean-Lambert Tallien, Paul Barras, Joseph Fouché e Louis-Marie-Stanislas Fréron, e i deputati del Marais, attorno a Sieyès, Cambacérès, Pierre Daunou e Boissy d'Anglas (già vicino ai Girondini) sostenitori di un ritorno al liberalismo economico e al governo costituzionale. 
Tra il 28 e il 31 furono giustiziati sommariamente numerosi simpatizzanti montagnardi, ed alcuni membri della Comune condannati in precedenza come sospetti realisti o controrivoluzionari.
Solo il 31 luglio (13 termidoro) la Convenzione bloccò le esecuzioni di massa di tutti i sospetti già giudicati e il giorno dopo abrogò la legge del 22 pratile anno II; dal 1º agosto il Tribunale rivoluzionario fu riorganizzato, i processi ai sospetti già arrestati fermati, e poi esso fu abolito alcuni mesi dopo.
Su denuncia di Fréron, il pubblico accusatore del Terrore Antoine Quentin Fouquier-Tinville fu rimosso da ogni incarico.
Il 5 agosto fu annullata di fatto la legge dei sospetti e masse di prigionieri uscirono dalle carceri a partire da questo giorno, con le accuse fatte cadere.
Il giorno 8 dicembre 1794 e il giorno 8 marzo 1795, i sopravvissuti dei 31 capi Girondini proscritti dopo le giornate del 31 maggio e del 2 giugno 1793, dopo e le insurrezioni federaliste (tra cui Louvet de Couvray) e dei 73 deputati (tra cui Louis-Sébastien Mercier, che fu imprigionato dopo aver protestato contro l'arresto dei 31), furono reintegrati, rafforzando in tal modo notevolmente il campo "reazionario".
Il governo rivoluzionario fu progressivamente smantellato, con l'istituzione del rinnovo mensile di un quarto dei membri del Comitato di salute pubblica e la diminuzione delle sue attribuzioni dopo il Termidoro, preludio alla sua scomparsa nel 1795; la soppressione del "maximum" fu varata il 24 dicembre 1794 e il ripristino definitivo della Borsa di Parigi il 10 ottobre 1795 (che promosse lo sviluppo della speculazione). Tuttavia l'inflazione non diminuì.
L'inverno 1794-95 fu particolarmente rigido, il prezzo del pane aumentò, e la popolazione di Parigi conobbe una grave carestia, aggravata dalla politica liberale della Convenzione. Così la collera crebbe tra la Sezione rivoluzionaria di Parigi. Inoltre la Francia fu sottoposta in questo periodo una crisi economica e finanziaria e l'Assegnato, che il governo rivoluzionario era riuscito più o meno a stabilizzare nel 1793, ebbe una caduta di valore vertiginosa.

## Indebolimento dei Giacobini

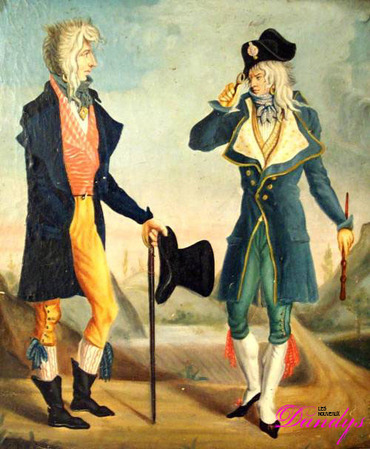
In risposta al giacobinismo, i Moscardini o Incredibili escono allo scoperto e si moltiplicano gli scontri.

Parallelamente, dopo il Termidoro, come detto una gran parte dei sospettati imprigionati sotto il Terrore - realisti (monarchici), federalisti - furono rilasciati, mentre molti militanti rivoluzionari furono arrestati e funzionari, sospettati di "complicità" con Robespierre, rimossi. Allo stesso modo, gli eccessi commessi nel contesto della guerra civile che aveva opposto i repubblicani ai federalisti e ai realisti nel 1793, furono rivelati, e alcuni Rappresentanti in missione furono processati e giustiziati (Jean Baptiste Carrier a Nantes alla fine del 1794, e Joseph Lebon a Cambrai), con la conseguenza che il Tribunale rivoluzionario di Parigi e il Comitato del popolo di Orange, con l'incoraggiamento delle famiglie delle vittime e degli imputati liberati, promossero l'immagine di un Regime del Terrore violento e sanguinario. Il 7 nevoso una commissione della Convenzione iniziò un procedimento contro Billaud-Varenne, Collot d'Herbois, Vadier e Barère; il 2 germinale tutti e quattro vennero messi in stato d'accusa. 
Dopo che fu emesso un mandato di cattura, a maggio 1795 Fouquier-Tinville, considerato il simbolo vivente del Terrore, si consegnò e fu anche lui ghigliottinato per aver fatto giustiziare persone senza processo e come "complice di Robespierre" (18 fiorile). 
Il 12 germinale si decise la deportazione alla Guyana (la "ghigliottina secca") di Barère, Billaud-Varenne, Collot d'Herbois, Vadier e in aggiunta anche di Cambon. Barère e Vadier riuscirono ad evitare la deportazione, mentre Cambon si rifugiò in Svizzera, ma Billaud-Varenne e Collot d'Herbois furono imbarcati per la Guyana.
Come parte della reazione termidoriana, la stampa moderata e realista si scatenò contro i "terroristi", trattati come "tiranni" e "sanguinari". Fréron, rappresentante della Convenzione del Sud con Paul Barras nel 1793, dove si distinse per la sua violenza e i suoi saccheggi, fa ricomparire dall'11 settembre 1794, L'Orateur du Peuple ("l'altoparlante del popolo"), ex giornale giacobino, divenuto l'organo della propaganda reazionaria e dove dimostrò un virulento anti-giacobinismo. Allo stesso modo, il monarchico Méhée de la Touche pubblicò l'opuscolo La Queue de Robespierre, e Louis Ange Pitou diffuse nelle strade dei ritornelli realisti. Inoltre, le violenze verbali e fisiche contro coloro che assomigliavano in qualche modo a un «giacobino» si moltiplicarono. Fréron e Tallien organizzarono bande di Moscardini che affrontavano i giacobini, in particolare il 19 settembre 1794, presso il "Palais-Égalité" (il Palais-Royal). I combattimenti aumentarono tra la jeunesse dorée ("gioventù dorata") e i repubblicani, specialmente i soldati.
Approfittando delle violenze, le autorità chiusero il Club dei Giacobini nel mese di novembre 1794. Nel 1794-95, le bande da 2000 a 3000 Collets Noir (Colletti Neri o Moscardini), organizzate da Tallien e Fréron vengono portate avanti da Victor Amédée de La Fage marchese di Saint-Huruge (1750-1810), dai cantanti e compositori Pierre-Jean Garat e Jean Elleviou, da Louis Ange Pitou, dal drammaturgo Alphonse Martainville e dal giornalista Isidore Langlois; erano composte da persone sospette uscite di prigione, disobbedienti, giornalisti, artisti, chierici, impiegati, cortigiani, piccoli commercianti - vestiti con un vestito striminzito « couleur de crottin » (colore di letame) nel colletto di velluto nero, copricapi tagliati a coda di rondine e pantaloni stretti sotto il ginocchio - con passanti alla moda della brutta figura (dei Giacobini). 
Anche il Girondino Louvet de Couvray, denunciando sia i realisti che i Giacobini nel suo giornale, la Sentinelle, venne attaccato dai giovani monarchici nella sua libreria-stamperia del Palais Royal nell'ottobre 1795.
I giacobini, di fronte all'ostilità doppia dei repubblicani moderati e dei monarchici, spinsero le sezioni popolari alla rivolta. Tuttavia, le insurrezioni del 12 germinale e del 1 pratile anno III (aprile e maggio 1795) fallirono, e le autorità ordinarono il disarmo dei «terroristi». Queste furono le ultime sollevazioni popolari prima della rivoluzione del 1830.

## Semi-fallimento dei realisti

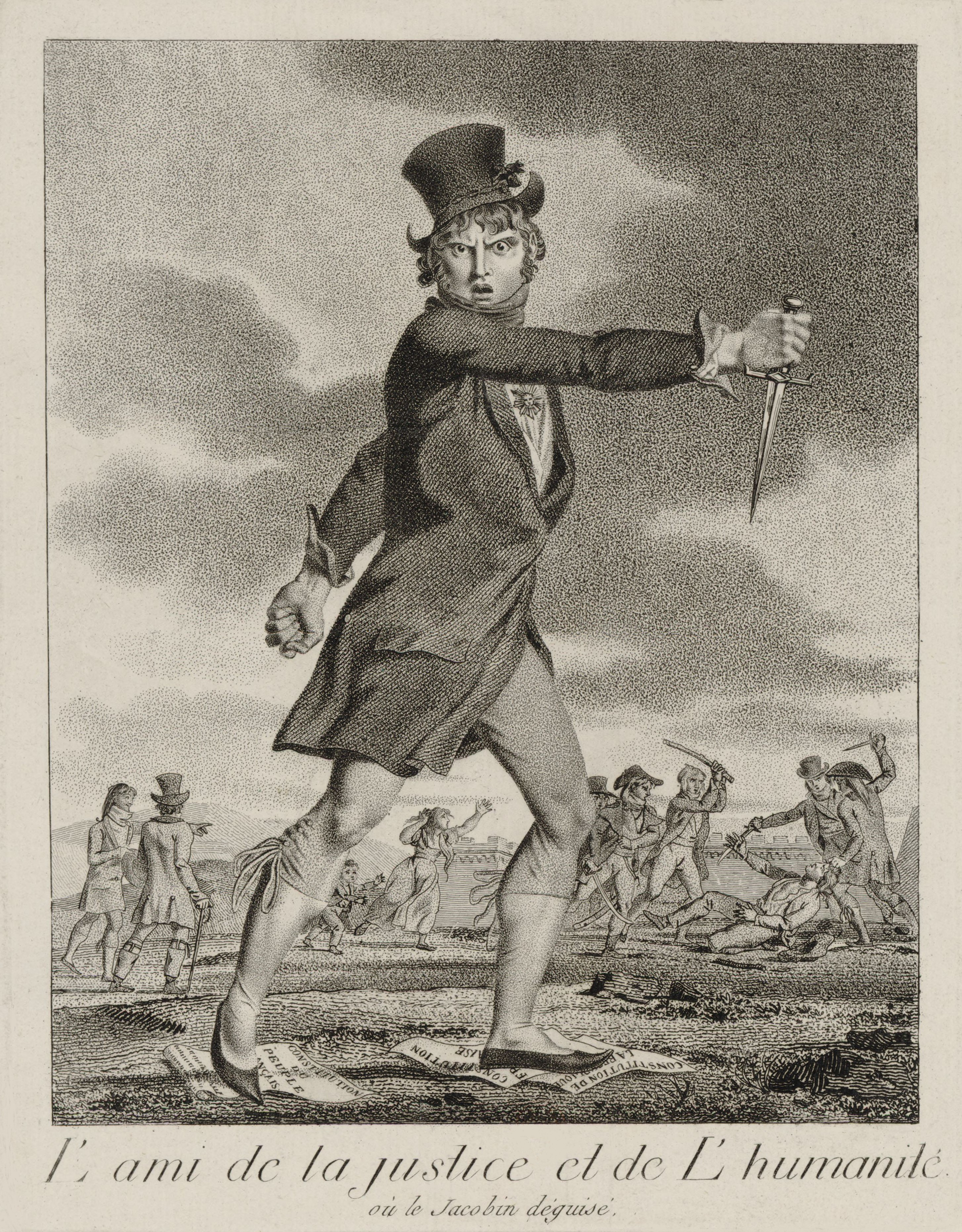
"Compagnies du Soleil" durante il Terrore bianco del 1795.

I termidoriani si appoggiarono prima ai monarchici, poi ai montagnardi quando i primi ripresero forza.
Approfittando dell'indebolimento dei giacobini, infatti, movimenti di vendetta spontanea dei monarchici (cosiddetti realisti o legittimisti), delle famiglie delle vittime del terrore e cattolici fanatici si svilupparono nell'anno 1795, nel sud-est della Francia, più in particolare nella valle del Rodano, contro i «terroristi» (Terrore bianco). Le Compagnies de Jéhu a Lione e le Compagnies du Soleil, perseguitarono e massacrarono giacobini, repubblicani, sacerdoti "costituzionali", protestanti, prigionieri politici nelle carceri, a Lons-le-Saunier, Bourg, Lione, Saint-Étienne, Aix-en-Provence, Marsiglia, Tolone, Tarascona, ecc., di solito con la complicità delle autorità municipali e dipartimentali, quando non di quella dei Rappresentanti in missione, che si appoggiarono ai monarchici nella loro lotta contro i giacobini.
Tuttavia, lo sbarco fallito degli emigrati a Quiberon in giugno-luglio 1795, violentemente represso da Tallien con annesso il massacro di più di 4000 prigionieri, e l'insurrezione realista del 13 vendemmiaio anno IV (5 ottobre 1795), sedata dalle cannonate dell'artiglieria di Napoleone a Parigi, fecero prendere consapevolezza alla Convenzione della minaccia rappresentata dai monarchici e, per alcuni mesi, autunno e l'inverno 1795-96, si provò a ristabilire l'unità tra i repubblicani - termidoriani, montagnardi e moderati - contro il loro nemico comune. 
Fréron (le cui bande di Moscardini avevano appoggiato il tentativo realista) venne inviato a Marsiglia alla fine del 1795, per reprimere il Terrore bianco (come si ricorderà nel mese di gennaio 1796); gli ufficiali giacobini rimossi furono reintegrati nell'esercito (Jean Antoine Rossignol, Napoleone Bonaparte...); i procedimenti contro i Montagnardi furono interrotti dal decreto del 13 ottobre; un'amnistia generale « pour les faits proprement relatifs à la Révolution » ("per i fatti riferibili alla rivoluzione") (dalla quale vennero esclusi gli Émigré, riammessi solo nel 1800, i deportati, gli accusati realisti dell'insurrezione del Vendemmiaio e i contraffattori-falsari) fu votata il 26 ottobre 1795. Il Club del Panthéon, composto da ex terroristi e giacobini, tutti della piccola borghesia, aprì le sue porte il 6 novembre.

## L'istituzione del Direttorio

Barras con la divisa da "Direttore"

Ispirata dai deputati della Pianura (Palude), la Convenzione del Termidoro pose fine al governo rivoluzionario segnando il ritorno al potere di una repubblica borghese liberale, ma mantenne il regime repubblicano, e infine poté riprendere la guerra contro i contadini monarchici nella parte occidentale e in Vandea. Essa pose le basi del Direttorio; con la stesura della Costituzione dell'anno III che istituì il suffragio per censo, nacque la Repubblica direttoriale.
Con il colpo di Stato del 18 fruttidoro contro i presunti realisti e la legge del 22 fiorile anno VI contro i giàcobini eletti il Direttorio si liberò degli oppositori, benché fu costretto ad accettare nuovamente i giacobini per alcuni mesi nel 1799.
Il Club di Clichy, perlopiù monarchici moderati di varia provenienza, venne chiuso.
Barras, già leader termidoriano di punta, fu il principale Direttore dal 1795 fino al 1799, quando Sieyès, Fouché e Napoleone lo esautorarono mettendolo in minoranza, compiendo infine il colpo di Stato del 18 brumaio che istituì il Consolato e iniziando l'età napoleonica, ponendo fine alla Rivoluzione.